# 格洛丽·奥邦纳
格洛丽·阿昆布·奥邦纳（英語：Glory Akumbu Ogbonna；1998年12月25日—），尼日利亚女子足球运动员，司职后卫，目前效力于贝西克塔什体操俱乐部和尼日利亚国家女子足球队。她曾代表尼日利亚参加2023年国际足联女子世界杯。